# Port lotniczy Ochryda
Port lotniczy Ochryda, właściwie  Port lotniczy im. Św. Pawła Apostoła w Ochrydzie (mac. Аеродром Св. Апостол Павле Охрид) – międzynarodowy port lotniczy położony 9 km na północny zachód od Ochrydy. Jest drugim co do wielkości portem lotniczym w Macedonii Północnej.

## Linie lotnicze i połączenia
| Linia lotnicza          | Kierunek                                 |
| ----------------------- | ---------------------------------------- |
| Air Serbia              | Sezonowo: 1. Belgrad                     |
| Chair Airlines          | 1. Zurych                                |
| Corendon Dutch Airlines | Sezonowo: 1. Maastricht Aachen           |
| Edelweiss Air           | Sezonowo: 1. Zurych                      |
| LOT                     | Sezonowe Czartery: 1. Katowice-Pyrzowice |
| TUI Airways             | Sezonowo: 1. Manchester                  |
| TUI fly Netherlands     | Sezonowo: 1. Amsterdam                   |
| Wizz Air                | 1. Dortmund 2. Memmingen 3. Wiedeń       |